# Pigen og skoene
|  | Denne artikel er oprettet af botten PalnaBot ud fra en ekstern database. Den kan derfor have sproglige fejl eller mangler. Denne skabelon kan fjernes efter kontrol af indholdet. |

Pigen og skoene er en kortfilm fra 1959 instrueret af Ib Schmedes efter manuskript af Ib Schmedes.